# 春名真仁
春名 真仁（はるな まさひと、1973年7月16日 - ）は、北海道釧路市出身の元アイスホッケー選手、アイスホッケー指導者。ポジションはゴールテンダー。

## 経歴
釧路市立鳥取西中学校から北海道釧路湖陵高等学校へ進学、3年次のインターハイでは準決勝にチームを導いた。早稲田大学を経て古河電工アイスホッケー部（現：H.C.栃木日光アイスバックス）に加入、コクド戦で日本リーグ初勝利をあげた。
1998年の長野オリンピックの日本代表候補に1997年6月20日選ばれたが、同年末に芋生ダスティの帰化が認められたためオリンピック代表には選ばれなかった。1999年アジア冬季競技大会ではカザフスタン戦で先発出場し引き分けに持ち込んでいる。
2003-04シーズンにはUHLのクアッドシティ・マーラーズでプレーし、HC日光アイスバックスに復帰後、2006-07シーズンからは王子イーグルスに移籍した。
2015-16シーズン、H.C.栃木日光アイスバックスに移籍(復帰。10シーズンぶり)。
2016年4月7日、引退を発表。
2024年4月16日にイタリアのボルツァーノで開催された2024 IIHF 男子世界選手権 ディビジョンI グループAの日本代表のアシスタントコーチを務めることになった。

## プレースタイル
日本ではまだあまり見られなかった、バタフライスタイルを取り入れた選手である。

## 詳細情報

### 代表歴
出典: 
- アイスホッケー世界選手権12回
- オリンピック予選3回
- 冬季アジア大会4回
- ユニバーシアード3回

### コーチ歴
- 2024 IIHF 男子世界選手権 ディビジョンI グループA 日本代表

## 関連書籍
- 『ゴールキーパー論』増島みどり（講談社、2001年）ISBN 4-06-149539-9